# Schuyler County (Missouri)
Das Schuyler County ist ein County im US-amerikanischen Bundesstaat Missouri. Im Jahr 2020 hatte das County 4.032 Einwohner und eine Bevölkerungsdichte von 5,1 Einwohnern pro Quadratkilometer. Der Verwaltungssitz (County Seat) ist Lancaster.

## Geografie
Das County liegt im äußersten Norden von Missouri und grenzt an Iowa. Es hat eine Fläche von 798 Quadratkilometern, wovon 1 Quadratkilometer Wasserfläche ist. An das Schuyler County grenzen folgende Nachbarcountys:
| Appanoose County (Iowa) |              | Davis County (Iowa) |
| Putnam County           |              | Scotland County     |
|                         | Adair County |                     |

## Geschichte

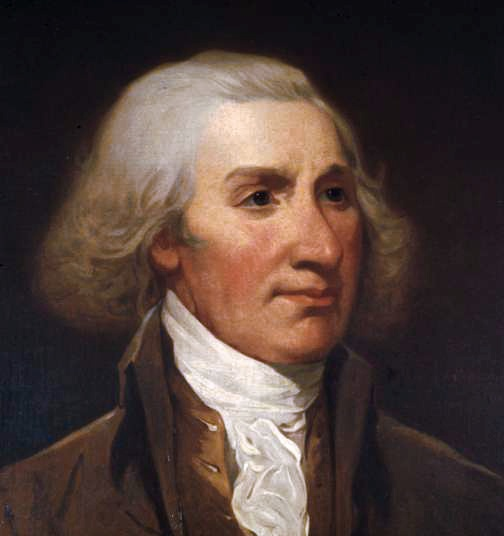
Schuyler

Das Schuyler County wurde 1845 gebildet. Benannt wurde es nach Philip J. Schuyler, einem Mitglied im Kongress der Vereinigten Staaten und US-Senator von New York.

## Demografische Daten
Nach der Volkszählung im Jahr 2010 lebten im Schuyler County 4431 Menschen in 2097 Haushalten. Die Bevölkerungsdichte betrug 5,6 Einwohner pro Quadratkilometer. In den 2097 Haushalten lebten statistisch je 2,07 Personen.
Ethnisch betrachtet setzte sich die Bevölkerung zusammen aus 98,6 Prozent Weißen, 0,2 Prozent Afroamerikanern, 9,2 Prozent amerikanischen Ureinwohnern, 0,3 Prozent Asiaten sowie aus anderen ethnischen Gruppen; 0,7 Prozent stammten von zwei oder mehr Ethnien ab. Unabhängig von der ethnischen Zugehörigkeit waren 0,8 Prozent der Bevölkerung spanischer oder lateinamerikanischer Abstammung.
24,8 Prozent der Bevölkerung waren unter 18 Jahre alt, 55,1 Prozent waren zwischen 18 und 64 und 20,1 Prozent waren 65 Jahre oder älter. 51,6 Prozent der Bevölkerung war weiblich.

Das jährliche Durchschnittseinkommen eines Haushalts lag bei 31.358 USD. Das Pro-Kopf-Einkommen betrug 18.410 USD. 20,9 Prozent der Einwohner lebten unterhalb der Armutsgrenze.

## Ortschaften im Schuyler County
| Cities - Downing - Greentop1 - Lancaster - Queen City | Village - Glenwood |

Unincorporated Communities
- Bunker Hill
- Coatsville
- Glenwood Junction

1 – teilweise im Adair County

## Gliederung
Das Schuyler County ist in sieben Townships eingeteilt:
| Township              | Einwohner (2010) | FIPS     |
| --------------------- | ---------------- | -------- |
| Chariton Township     | 131              | 29-13294 |
| Fabius Township       | 757              | 29-23194 |
| Glenwood Township     | 368              | 29-27532 |
| Independence Township | 306              | 29-35054 |
| Liberty Township      | 1022             | 29-42338 |
| Prairie Township      | 1119             | 29-59672 |
| Salt River Township   | 728              | 29-65648 |